# Fix und Fax

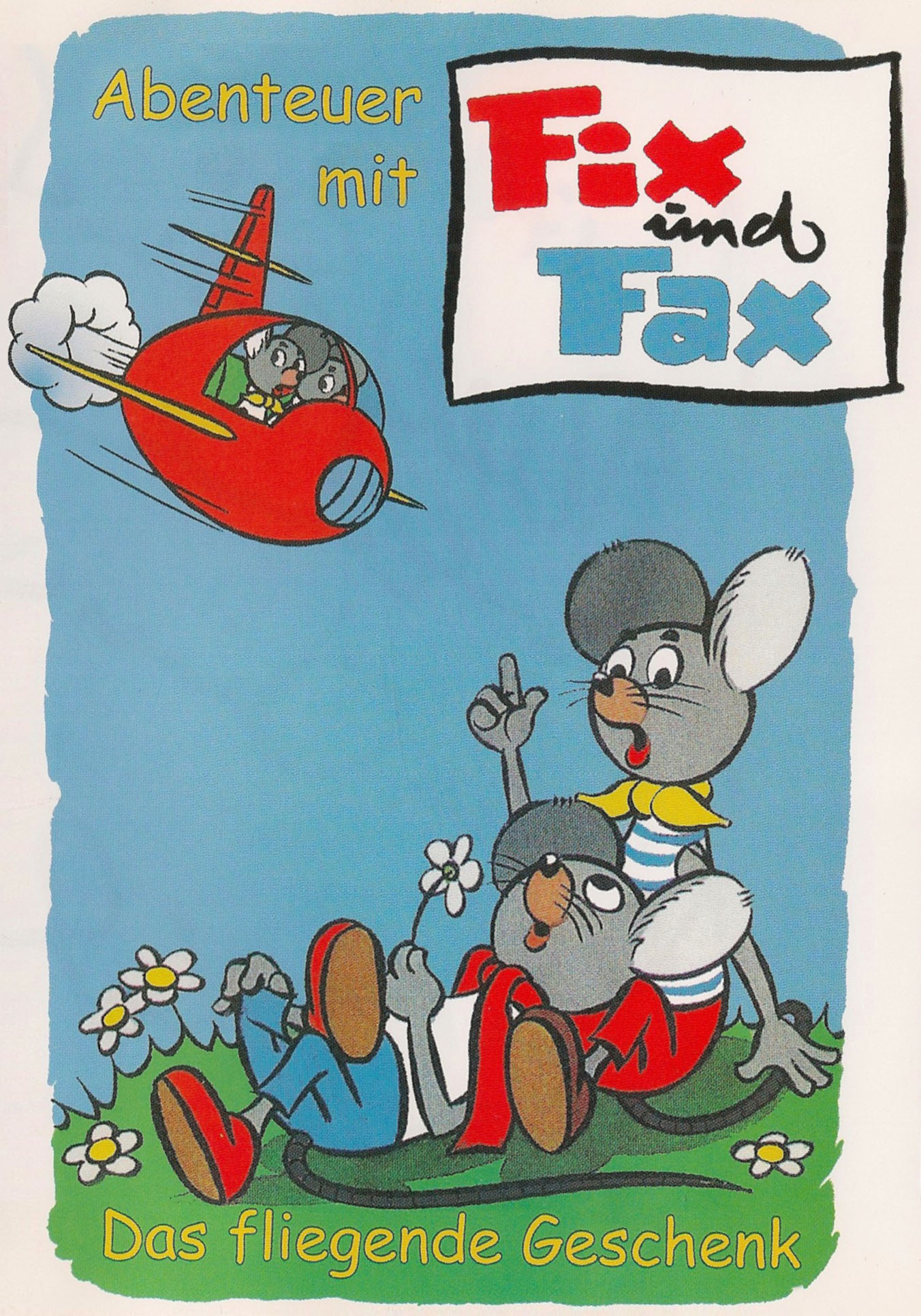
Die Titelgrafik zum Film Abenteuer mit Fix und Fax – Das fliegende Geschenk (1999)

Fix und Fax ist ein Comic aus der DDR. Zwischen 1958 und 1991 erschienen die von Jürgen Kieser erschaffenen zwei Mäuse im Monatsmagazin für Kinder Atze und waren damit die langlebigsten Comic-Helden der DDR.

## Geschichte
Der Zeichner und Autor Jürgen Kieser erfand Mitte der 1950er Jahre zahlreiche Bildgeschichten für die Kinderzeitschriften FRÖSI, Die Schulpost, Atze und für die Kinderseiten der Wochenpost. Auf die Mäuse Fix und Fax in Atze 1958 gab es besonders positive Rückmeldungen, sodass die Serie von Kieser bis 1987 in 350 Folgen fortgeführt wurde. Auf die Frage nach der Inspiration für die Mäuse gab Kieser an, weder die westdeutschen Comicfüchse Fix und Foxi gekannt zu haben, noch sich besonders mit Disneys Micky Maus beschäftigt zu haben. Mäuse hatten es ihm angetan, weil sie „für Kinder etwas Niedliches, Liebenswertes“ sind. Eine Besonderheit der Geschichten waren die Bildunterschriften in Reimform.
Von 1987 bis 1990 übernahm auf Wunsch von Kieser der Zeichner Eugen Gliege die Arbeit für 45 weitere Folgen. Die Verse dazu stammen von Hartmut Seefeld. Mit der Atze-Ausgabe 11/1990 (Folge 395) wurde Fix und Fax endgültig eingestellt. In den verbleibenden Atze-Heften bis zur letzten Nummer 3/1991 wurden vier Mäuseabenteuer von 1965 nachgedruckt.

## Figuren, Serien und Schauplätze
Die Mäusebrüder Fix und Fax lassen sich an ihrer Kleidung unterscheiden. Fix – ursprünglich als der Fixere von beiden angedacht – trägt ein weißes, ärmelloses Oberhemd, blaue Hosen, rote Schuhe und einen roten Schal. Fax, der seriösere und bestimmendere von beiden, trägt ein blau-weiß gestreiftes ärmelloses Oberteil, rote Hosen, braune Schuhe und ein gelbes Tuch. Kieser mochte Fax lieber und zeichnete ihn öfter als Fix.
Über die 29 Jahre der von Kieser gestalteten Abenteuer lassen sich verschiedene zusammenhängende Serien ausmachen. Nebenfiguren tauchen bis auf die Figur des Vetters Fex hauptsächlich innerhalb der Serien auf, zu denen sie jeweils gehören. Die Abenteuer beruhen meist auf dem, was Kieser „selbst als Kind erlebt oder gern getan hätte.“ Mit der Idee zur Serie Der Wunschring (Folgen 172 bis 218) hatte Kieser die Möglichkeit, Fix und Fax in andere Zeiten zu versetzen, so zum Beispiel ins Mittelalter oder in die Kreidezeit. Im Robinson-Abenteuer verschlägt es sie in den Folgen 303 bis 350 auf eine einsame Insel, wo sie der Höhlenmaus Mo und dem Schiffbrüchigen Mi begegnen.
Viele Abenteuer drehen sich um originelle Fortbewegungsmittel wie das Flugzeug, welches die Mäuse von Fex geschenkt bekommen (Folgen 50 bis 132, aber nicht durchgehend), ein Motorboot (Folgen 78 bis 80) oder ein U-Boot zum Selberbauen (Folgen 120 bis 143).
Der FDJ-Zentralrat als Herausgeber wusste, „wenn keine Mäuse-Abenteuer mehr erscheinen, geht Atze nicht mehr.“ Im Gegensatz zu den stark politisch gefärbten Partisanen- und ähnlichen Geschichten im vorderen Teil des Heftes durfte Kieser seine Mäuse daher weiterhin so zeichnen, wie er es für richtig hielt. In einem Interview mit der Sächsischen Zeitung im April 1997 gab der Künstler zu: „Einerseits habe ich mich gefragt, ob ich nicht eine Sache in Gang halte, die mir überhaupt nicht im Sinn stand. Andererseits wollte ich meine Mäuse-Abenteuer weiter zeichnen. Das war der Zwiespalt, in dem ich mich befand.“

## Stil
Während Fix und Fax anfangs noch ein realistischeres Äußeres hatten, vereinfachte Kieser ihr Erscheinungsbild zunehmend, um den Zeichenaufwand dem Umfang einer Serie anzupassen. Klarheit und Bewegung in jedem Bild waren ihm wichtig, Hintergründe weniger. „Außerdem wollte ich, dass die Kinder die Figuren nachzeichnen konnten: ein runder Kopf, ein tropfenförmiger Körper, Beine und Arme und fertig sind die Mäuse.“
Kieser kolorierte seine Mäuse mit Aquarellfarben, was ein Überzeichnen der Konturen zuließ und somit schnelleres Arbeiten ermöglichte. Hatte er einmal die Idee, brauchte Kieser für die drei Seiten einer Folge mit im Schnitt 18 Einzelbildern und die Verse drei Tage. Die von Eugen Gliege gezeichneten Folgen 351 bis 395 wurden dagegen von dessen Frau mit Deckfarben ausgemalt.
Eine Besonderheit stellt ein Paarreim dar, der unterhalb jeden Bildes das Geschehen kommentiert oder wörtliche Rede wiedergibt.

## Sammelbände
In den 1960er Jahren erschienen die ersten drei Sammelbände mit jeweils 28 bis 32 Geschichten. 1982 folgte der Sammelband Der Wunschring. Die Gesamtauflage aller Fix-und-Fax-Sammelbände in der DDR betrug 850 000.
Einige Zeit nach der Wende und dem damit verbundenen Ende von Atze wurden vom neuen Herausgeber der Zeitschrift Mosaik, Klaus D. Schleiter im neu gegründeten Mosaik Steinchen für Steinchen Verlag, mit einer Reprint-Ausgabe die 350 Kieser-Folgen in 25 Bänden in auf 3000 Stück limitierter Auflage herausgebracht. Eine Softcover-Edition der Comics startete anlässlich des 85. Geburtstages von Jürgen Kieser im Jahr 2006. Begleitend zu den Bänden bietet der Verlag Sammelschuber, Pappbilderbücher für Kleinkinder, eine Fix-und-Fax-Uhr und einen Magnetpin mit den Mäusen an.
2019 erschienen drei Sammelbände in China.

## Filme
Im Jahr 1969 produzierte die DEFA für das Deutsche Hygiene-Museum in Dresden den Puppentrickfilm Dem Täter auf der Spur zur Impfaufklärung. Ein Pilotfilm für eine Zeichentrickserie mit dem Titel Abenteuer mit Fix und Fax – Das fliegende Geschenk erschien 1999. Das Projekt wurde nicht weitergeführt.

## Adaptionen
Fix und Fax wurden auch für die Gesundheits- und die Verkehrserziehung sowie für die Brandschutzaufklärung eingesetzt. So zum Beispiel 1974 mit einer Brandschutzfibel „zur Erziehung zur öffentlichen Ordnung und Sicherheit“ unter dem Titel Macht alle mit! Material für die Arbeit mit Kindern. Die Volkspolizei stellte sich den Kindern 1970 mit Hilfe eines Fix-und-Fax-Bilderbuches vor. Ebenfalls in den 1970er Jahren schuf Kieser für eine Milch-Werbekampagne das Motto „Milch macht Mumm“ und ließ seine Mäuse auf den dazugehörigen Plakaten werben.
Die Firma Seyfarth & Reinhardt in Waltershausen stellte ab 1965 – anfangs ohne Wissen des Künstlers – Fix-und-Fax-Puppen her. Erst im Nachhinein gelang es Kieser, sein Urheberrecht durchzusetzen und Lizenzeinnahmen von 4 % vom Herstellungspreis zu vereinbaren, die er sich jedoch mit dem Verlag Junge Welt teilen musste.
Ab 1977 produzierten die DEFA-Kopierwerke in Berlin-Johannisthal für den heimischen Dia-Projektor Colorbildbänder von ORWO mit den Mäusen. Es erschienen fünf Filme mit Abenteuern, die von Kieser bearbeitet und teilweise neu gezeichnet wurden. Aufgrund der zunehmenden Materialverknappung wurden die ursprünglich aus 24 Bildern plus Titelzeichnung bestehenden Geschichten 1985 im verkleinerten Hochformat neu herausgebracht. 2011 erlebten die Inhalte der Rollfilme eine Neuauflage in Form von Pappbilderbüchern.
Zu den für DDR-Verhältnisse zahlreichen Marketingprodukten mit den Mäusen zählten weiterhin Bastelbögen mit Fix und Fax als Feuerwehrmänner (1964), Abziehbilder (1967), Hängelampen (1960er Jahre), Ausschneidebögen mit Fix und Fax als Hampelmänner (um 1967), ein Wandteller aus Porzellan (1975/76), Ansichtskarten, Weihnachtsteller aus Pappe (1970er/1980er Jahre), Tischnamenskarten (1987) und kleinere Ausschneidebögen in DIN A5 mit Fix und Fax als Verkehrspolizisten (1989).